# Минагава, Ёнэ
Ёнэ Минагава (яп. 皆川 ヨ子 Минагава Ёнэ, 4 января 1893 — 13 августа 2007) — японская долгожительница, являвшаяся старейшим человеком планеты с 28 января 2007 года (после смерти американской долгожительницы Эммы Тиллман), до собственной смерти. Её возраст составлял 114 лет 221 день.

## Биография
Ёнэ родилась в японском посёлке Акаикэ префектуры Фукуока (современный посёлок Фукути), 4 января 1893 года, поэтому ей уже было за 50, когда Япония потерпела поражение во Второй мировой войне. Женщина рано овдовела и растила пятерых детей, продавая цветы и овощи в шахтерском городке на острове Кюсю.
По рассказам окружающих, Ёнэ Минагава до самой смерти оставалась сознательным и энергичным человеком. Она очень любила сладости и охотно делилась ими с окружающими. Также, несмотря на преклонный возраст, долгожительница любила бывать на людях и даже танцевала, двигаясь в такт музыке на инвалидной коляске. Она часто играла на сямисэне, а секретом своего долголетия считала «хорошую еду и хороший сон».
В апреле 2005 года, после смерти 114-летней Уры Коямы, Минагава стала старейшим человеком в Японии, а 28 января 2007 года, со смертью 114-летней американской долгожительницы Эммы Тиллман — старейшим человеком в мире. Возраст Ёнэ Минагавы на момент установления мирового рекорда составлял 114 лет и 24 дня.
Ёнэ Минагава скончалась в возрасте 114 лет и 221 дня, 13 августа 2007 года в доме престарелых посёлка Фукути. Она пережила четверых своих детей, но оставила после себя шестерых внуков, двенадцать правнуков и двух праправнуков. С её смертью старейшим человеком планеты стала долгожительница из США, 114-ти летняя Эдна Паркер.

## См.также
- Список старейших людей в мире
- Список старейших женщин
- Список долгожителей Японии